# Gustavo Hebling de Aguiar
Gustavo Hebling de Aguiar, als Fußballspieler bekannt als Gustavo (* 5. April 1996 in Piracicaba), ist ein brasilianischer Fußballspieler. Der Mittelfeldspieler spielt seit 2021 in Brasilien in der viertklassigen Série D bei Oeste FC. Zuvor stand er von 2015 bis 2018 beim französischen Erstligisten Paris Saint-Germain unter Vertrag und wurde von dort an den niederländischen Ehrendivisionär PEC Zwolle ausgeliehen. Sein Debüt in der Eredivisie gab er am 21. November 2015 im Spiel bei Roda JC Kerkrade. Nach seiner Zeit in Zwolle, wurde Gustavo in die erste portugiesische Liga an den Verein Portimonense SC verliehen, blieb dort jedoch ohne Einsatz. Nach seiner Zeit in Portimão kehrte er nach Brasilien zurück, wo er von mehreren unterklassigen Vereinen engagiert wurde.
Er war für die brasilianische U17-Nationalmannschaft aktiv.